# Coldspring (Texas)
Coldspring ist die Bezirkshauptstadt und Sitz der Countyverwaltung (County Seat) des San Jacinto County im US-Bundesstaat Texas in den Vereinigten Staaten. Das U.S. Census Bureau hat bei der Volkszählung 2020 eine Einwohnerzahl von 819 ermittelt.

## Geographie
Die Stadt liegt 110 km nördlich von Houston zentral im County, im Südosten von Texas, ist im Süden etwa 140 km vom Golf von Mexiko, im Osten etwa 130 km von Louisiana entfernt und hat eine Gesamtfläche von 4,8 km2 ohne nennenswerte Wasserfläche.

## Geschichte
Die erste Bezeichnung der Ansiedlung war Coonskin. Unter diesem Namen erhielt sie 1847 das erste Postbüro. Innerhalb eines Jahres wurde sie in Fireman’s Hill und 1850 in Cold Spring umbenannt und 1890 zu Coldspring. 1870 wurde der Ort Sitz der Countyverwaltung.

## Demographie
Nach der Volkszählung im Jahr 2000 lebten hier 691 Menschen in 263 Haushalten und 180 Familien. Die Bevölkerungsdichte betrug 145,0 Einwohner pro km2. Ethnisch betrachtet setzte sich die Bevölkerung zusammen aus 66,28 % weißer Bevölkerung, 31,40 % Afroamerikanern, 0,43 % amerikanischen Ureinwohnern, 0,58 % Asiaten, 0,00 % Bewohnern aus dem pazifischen Inselraum und 0,00 % aus anderen ethnischen Gruppen. Etwa 1,30 % waren gemischter Abstammung und 3,18 % der Bevölkerung waren spanischer oder lateinamerikanischer Abstammung.
Von den 263 Haushalten hatten 34,6 % Kinder unter 18 Jahre, die im Haushalt lebten. 44,1 % davon waren verheiratete, zusammenlebende Paare. 20,5 % waren allein erziehende Mütter und 31,2 % waren keine Familien. 28,1 % aller Haushalte waren Singlehaushalte und in 12,5 % lebten Menschen, die 65 Jahre oder älter waren. Die Durchschnittshaushaltsgröße betrug 2,44 und die durchschnittliche Größe einer Familie belief sich auf 2,91 Personen.
27,8 % der Bevölkerung waren unter 18 Jahre alt, 10,6 % von 18 bis 24, 26,8 % von 25 bis 44, 20,1 % von 45 bis 64, und 14,8 % die 65 Jahre oder älter waren. Das Durchschnittsalter war 34 Jahre. Auf 100 weibliche Personen aller Altersgruppen kamen 95,8 männliche Personen. Auf 100 Frauen im Alter von 18 Jahren und darüber kamen 86,9 Männer.
Das jährliche Durchschnittseinkommen eines Haushalts betrug 27.083 USD, das Durchschnittseinkommen einer Familie 30.729 USD. Männer hatten ein Durchschnittseinkommen von 31.667 USD gegenüber den Frauen mit 23.750 USD. Das Prokopfeinkommen betrug 16.777 USD. 19,6 % der Bevölkerung und 19,7 % der Familien lebten unterhalb der Armutsgrenze. Davon waren 18,9 % Kinder und Jugendliche unter 18 Jahren und 13,6 % waren 65 oder älter.